# Marroc al Festival de la Cançó d'Eurovisió
Marroc va participar en el Festival de la Cançó d'Eurovisió per primera i única vegada en 1980 amb la cançó «Bitaqat Hub», interpretada per Samira Saïd en àrab. Tot i que no està situat geogràficament a Europa, el Marroc és elegible per participar en el Festival de la Cançó d'Eurovisió, ja que és membre de la Unió Europea de Radiodifusió.

## Història
L'emissora marroquina, Société Nationale de Radiodiffusion et de Télévision (SNRT), va fer el debut del país en 1980, quan Israel no hi va participar. D'aquesta manera, es va convertir en el primer país africà i àrab a participar en el concurs, a més d'enviar la primera actuació en àrab en la història del Festival d'Eurovisió.
La cançó triada per al concurs va ser «Bitaqat Hub», interpretada per la famosa cantant marroquina Samira Saïd. El tema tan sols va rebre set punts, tots del jurat italià, i va obtenir el divuitè lloc, solament per davant de Finlàndia.
 El resultat pobre, va fer Hassan II del Marroc jurar que el país no hi participaria mai més. No obstant això, no es podia negar que la participació de Saïd al Festival d'Eurovisió li va reportar certa popularitat i èxit en la seva carrera professional.
La Télevision Marocaine (TVM) es va plantejar de nou participar en 2008. El govern va valorar positivament que el Marroc aprofités la popularitat de la música marroquina a Europa, ja que aquest gènere musical és molt semblant a la música de Turquia, país que havia obtingut èxits notables en edicions anteriors. No obstant això, segons les normes del concurs, el país estaria obligat a retransmetre el Festival íntegrament. Actualment, TVM retransmet el festival cada any, però no mostra aquells aspectes que poguessin desentonar amb la línia oficial del govern marroquí. Així, dona pas a la publicitat quan hi apareix alguna cosa que vagi en contra de les lleis locals, com ara, mostrar massa (Silvía Night o The Jet Set) o cantar lletres contràries a l'Islam (Lordi), la qual cosa no podria fer si hi participés. Finalment, va decidir no participar-hi.

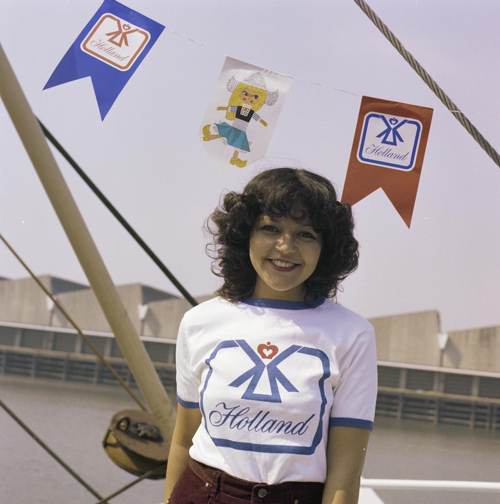
Samira Saïd, representant del Marroc a Eurovisió 1980.

L'estació comercial 2M TV va enviar la seva sol·licitud de membresía a la UER perquè el Marroc pogués participar en el Festival de la Cançó d'Eurovisió i al Festival de la Cançó d'Eurovisió Júnior. No obstant això, La UER es nega a admetre a 2MTV com a estació membre, atès que la TVM manté els drets exclusius per a tot el Marroc. Només s'admetria a 2MTV com a membre de la UER si es comprometés a passar a emetre una programació plenament generalista, i si prèviament TVM abandonés la Unió Europea de Radiodifusió.

## Participacions
Llegenda
| Any                                   | Seu     | Artista     | Cançó         | Final | Punts | Semifinal                 | Punts                     |
| ------------------------------------- | ------- | ----------- | ------------- | ----- | ----- | ------------------------- | ------------------------- |
| 1980                                  | La Haia | Samira Saïd | «Bitaqat Hub» | 18    | 7     | No va haver-hi semifinals | No va haver-hi semifinals |
| No hi va participar entre 1981 i 2025 |         |             |               |       |       |                           |                           |